# 大山未希
大山 未希（おおやま みき、1985年10月3日 - ）は、日本の元女子バレーボール選手、元ビーチバレー選手。

## 来歴
1985年、東京都江戸川区で生まれる。
1992年、篠崎第五小に入学。実姉の大山加奈がバレーボールを始めた影響を受け、小学1年生よりバレーボールを始める。ひまわりバレーボールクラブに所属する。
1996年、小学5年生で全日本小学生大会（ライオンカップ）で優勝。
1997年、ライオンカップで2年連続優勝。小学6年生で身長170cmに成長する。
1998年、成徳学園中学校に進学。バレーボール部に入部。全国都道府県対抗中学大会 （さわやか杯）で優勝。
2001年、成徳学園高校（現・下北沢成徳高校）に進学。バレーボール部に入部。1年生からレギュラー選手として活躍し、全国高等学校選抜優勝大会（春高バレー）優勝、全国高等学校総合体育大会（インターハイ）優勝、国体優勝。
姉の大山加奈から主将を引き継ぎ、春高バレー2年連続優勝、インターハイベスト4、国体準優勝など、高校3年間で、7度の日本一を達成する。
日本代表選手として、アジアユース選手権に出場し準優勝。世界ユース選手権にも出場した。
2004年、Vリーグの名門チーム東レアローズに入団。前年には高校の先輩である荒木絵里香と大山加奈が、翌年には後輩の木村沙織が入団している。
2006年、ポジションをセッターに転向する。
2010年4月、2008年、2009年に続き、Vリーグ三連覇を成し遂げ、日本一になる。優勝報告を兼ねてチーム本拠地である滋賀県大津市の石山駅前道路にて開催された優勝パレードには全国から多くのファンが詰めかけ3年連続の日本一を祝った。
2010年5月末日、東レアローズを退団することをチームの公式サイトに綴り、これまで支えてもらった方達への感謝の気持ちを表明。後にビーチバレー選手に転向することが発表された。
2010年8月、グランディアに所属。全日本ビーチバレー女子選手権大会で、藤原みか子とペアを組み、ビーチバレー選手としてデビュー。試合会場には東レ時代のチームメイトや仲間が度々駆けつけ声援を送った。
2011年2月、インドアバレーボールからビーチバレーに転身していた菅山かおるとペアを組むことを発表した。
2011年9月、シーズン当初から肩痛に悩まされていたため手術を行う。リハビリを継続し復帰を目指した。
2015年、ひまわりバレーボールクラブの所属から延べ23年間続けたバレーボール選手、ビーチバレー選手として終止符を打ち、現役を引退。
2019年1月、ビーチハンドボール選手の小松大地と結婚。
現在は東レ・プレシジョン株式会社関東営業部での勤務と、バレーボールの普及活動を行っている。

## 人物・エピソード
姉と弟を持つ三人兄弟の真ん中である。
姉の大山加奈とは、小・中・高、東レアローズの退団まで同じチームに所属して、共に小・中・高で全国制覇。さらに Vリーグでも日本一を経験した。
特に春高バレーでは主将でエースとしてチームを率いて前年の初優勝に続いて大会二連覇に大きく貢献し、その活躍ぶりは会場の代々木第一体育館からテレビで全国へ中継され、バレーボール誌、スポーツ誌、新聞、ニュース、ネットなどを通じて配信され、高校名と共に「大山姉妹」の名が広く世に知られることになる。
姉の大山加奈と同学年の栗原恵は、初めて二人を見た時、姉妹が早くから有名だったこともあり、とても感激したと語っている。
これまで通算19回に渡って日本一に輝く実績を残し、現役引退後はバレー界への恩返しの気持ちもあり、トレーニングを続けながら、テレビ、イベント、バレー教室、ボランティアなどバレーボールの普及活動に積極的に取り組み、小中学生に直接指導するなどアスリートとしての有姿を見せている。
サンリオキャラクターの中でもハローキティが特にお気に入りで、東レ時代にはサンリオとのコラボ商品も作られ、多くのファンにキティ好きを知られることになる。チームメイトからは誕生日プレゼントに度々キティのグッズを贈られている。あだ名の「ミキティ」はこれが由縁である。

## 所属チーム
- ひまわりバレーボールクラブ
- 成徳学園中学校
- 成徳学園高等学校（現・下北沢成徳高等学校）
- 東レアローズ（2004-2010年）
- グランディア

## 出演
- 「消えた天才 ～上原浩治＆大山加奈が敵わなかった！知られざる実の兄弟SP～」（2019年5月19日、TBSテレビ）

## 個人成績
VリーグおよびVプレミアリーグレギュラーラウンドにおける個人成績。2006年よりポジションはセッター。
| シーズン | 所属 | 出場 | 出場   | アタック | アタック | アタック | アタック | ブロック | ブロック | サーブ | サーブ | サーブ | サーブ | レセプション | レセプション | 総得点 | 備考 |
| -------- | ---- | ---- | ------ | -------- | -------- | -------- | -------- | -------- | -------- | ------ | ------ | ------ | ------ | ------------ | ------------ | ------ | ---- |
| シーズン | 所属 | 試合 | セット | 打数     | 得点     | 決定率   | 効果率   | 決定     | /set     | 打数   | エース | 得点率 | 効果率 | 受数         | 成功率       | 総得点 | 備考 |
| 2004/05  | 東レ | 27   | 51     | 88       | 31       | 35.2%    | %        | 3        | 0.06     | 38     | 0      | 0.00%  | 1.3%   | 180          | 72.2%        | 34     |      |
| 2005/06  | 東レ | 16   | 23     | 0        | 0        | 0.0%     | %        | 0        | 0.00     | 36     | 1      | 2.78%  | 7.1%   | 14           | 50.0%        | 1      |      |
| 2006/07  | 東レ | 22   | 72     | 19       | 11       | 57.9%    | %        | 9        | 0.13     | 200    | 5      | 2.50%  | 9.3%   | 0            | 0.0%         | 25     |      |
| 2007/08  | 東レ | 25   | 39     | 1        | 0        | 0.0%     | %        | 3        | 0.08     | 15     | 2      | 13.33% | 20.7%  | 0            | 0.0%         | 5      |      |
| 2008/09  | 東レ | 25   | 60     | 6        | 4        | 66.6%    | %        | 8        | 0.13     | 10     | 0      | 0.00%  | 7.5%   | 0            | 0.0%         | 12     |      |
| 2009/10  | 東レ | 26   | 77     | 6        | 2        | 33.3%    | %        | 6        | 0.08     | 90     | 2      | 2.22%  | 11.2%  | 2            | 0.0%         | 10     |      |
| 通算     | 通算 | 141  | 322    | 120      | 48       | 40.0%    | %        | 29       | 0.09     | 389    | 10     | 2.57%  | 9.1%   | 196          | 69.9%        | 87     |      |